# Glossopetalon texense
Glossopetalon texense är en tvåhjärtbladig växtart som först beskrevs av Ensign, och fick sitt nu gällande namn av Harold St.John. Glossopetalon texense ingår i släktet Glossopetalon och familjen Crossosomataceae. Inga underarter finns listade i Catalogue of Life.